# Balneario de Archena

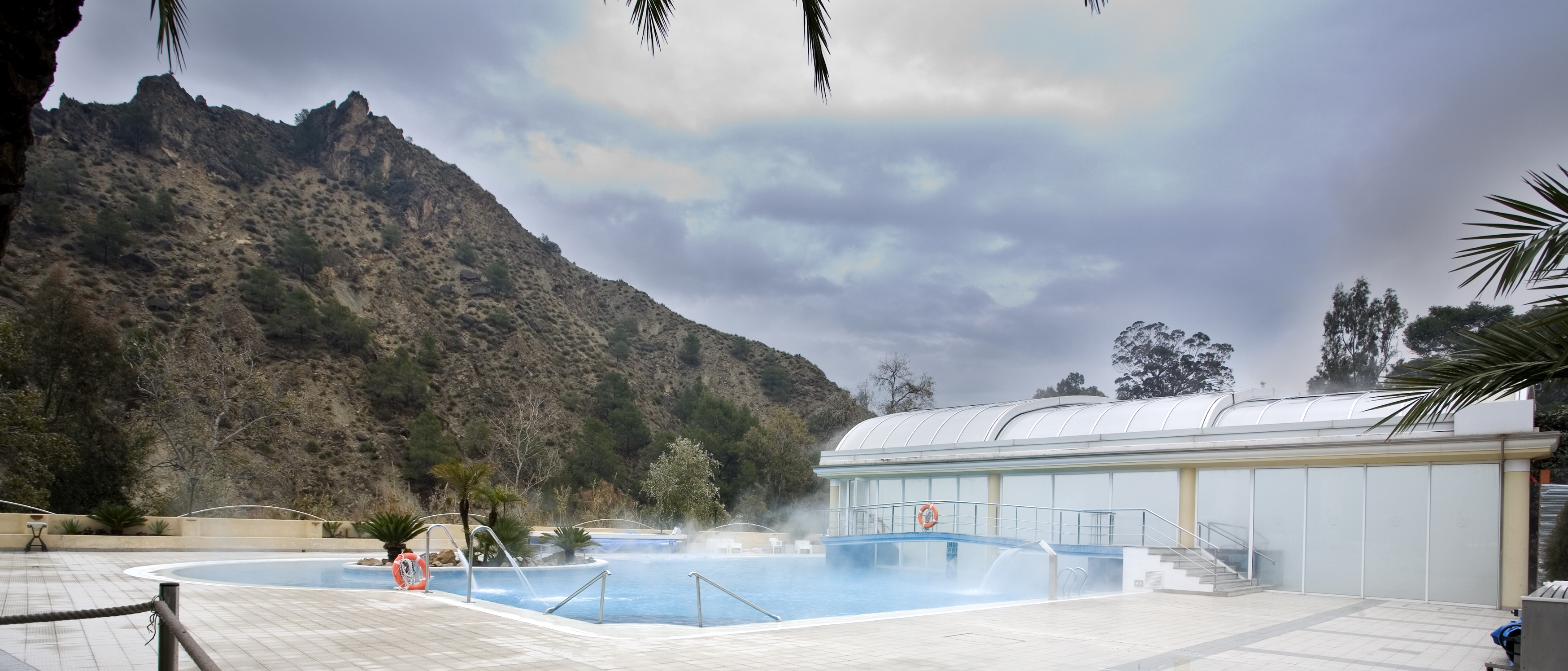
Balneario de Archena, Murcia.

El balneario de Archena está situado en el sureste de España, a dos kilómetros de la localidad de Archena, en el interior de la Región de Murcia. Enclavado junto al río Segura, se encuentra en un paraje en el que abundan eucaliptos, palmeras y limoneros.

## Historia
Todo parece indicar que los primeros que utilizaron sus aguas fueron los poblados iberos asentados en Archena hacia el siglo V a. C.[cita requerida] Se atribuye a los romanos el descubrimiento y explotación en unas termas.
Desde la Edad Media y hasta el siglo XIX estos baños fueron propiedad de la Orden de San Juan de Jerusalén. Ya mediado el Diecinueve, la instalación entró en las listas de las desamortización para pasar al vizconde de Rías.[cita requerida] Entre 1858 a 1878 se llevó a cabo la total transformación arquitectónica del balneario con la participación de arquitectos como José María Aguilar y Vela y decoradores como Manuel Castaños, artífice, entre otros singulares espacios, de la cúpula estrellada de mocárabes en torno a 1898.

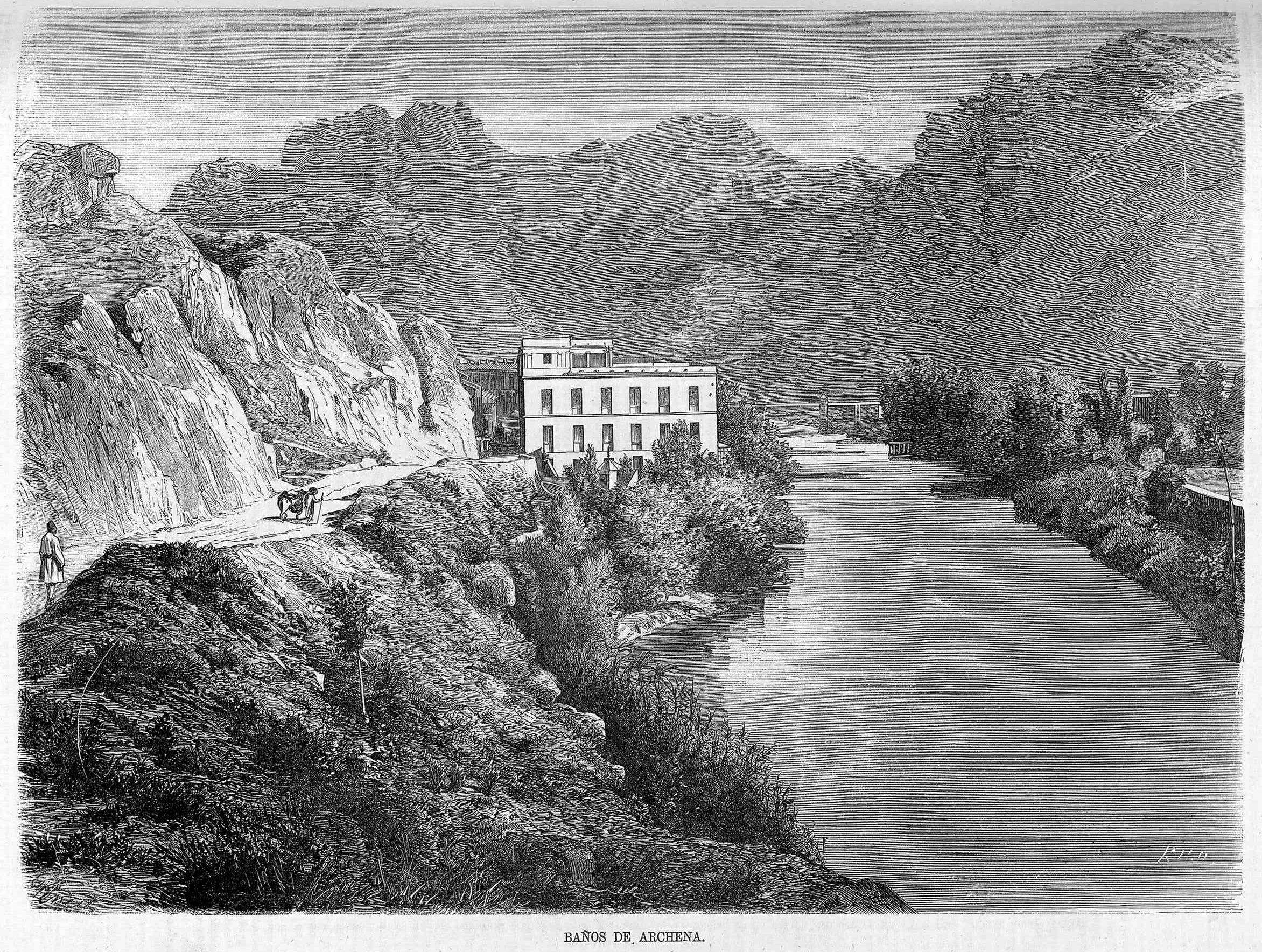
Vista de los baños de Archena (La Ilustración de Madrid, 1871).

Tras un largo periodo de decadencia a partir de la década de 1920, renovó su actividad y usos populares desde la década de 1980, entrando en actividad sus tres hoteles (Hotel Termas, Hotel Levante y Hotel León), y la reforma de la "galería termal" y sus instalaciones complementarias. 
En el balneario de Archena, el agua emerge a una temperatura de 51,7 °C y está clasificada como sulfurada clorurada sódica cálcica. Tiene un pH de 6,75, una conductividad de 5995 microS/cm y una dureza (0HF) de 103,2. Su composición sería la siguiente: cloruros (Cl-): 1685 mg/l, sulfatos (SO4=): 700 mg/l, calcio (Ca2+): 319,8 mg/l, magnesio: 56,8 mg/l, residuo seco: 4025 mg/l, bicarbonatos (HCO3-): 341,6 mg/l, ac. sulfhídrico (SH2/l):8,2, anh. carbónico (CO2/l): 73,3.